# Woody Woodpecker : À l'assaut du parc Buzz Buzzard !
Pour les articles homonymes, voir Woody Woodpecker (homonymie).
Woody Woodpecker : À l'assaut du parc Buzz Buzzard !, est un jeu vidéo de plates-formes dans un style de cartoon développé par Eko et édité par Cryo Interactive en 2001 sur ordinateurs PC et sur la console PlayStation 2. Le jeu met en scène le personnage de cartoon américain Woody Woodpecker, un pic-vert bon vivant et hyperactif.

## Synopsis
Le jeu se déroule dans l'univers du cartoon. Pendant la majeure partie de l'aventure, le joueur incarne Woody Woodpecker. Pendant l'absence de Woody, son neveu Knothead et sa nièce Splinter ont été enlevés par le machiavélique Buzz Buzzard, qui exige une rançon exorbitante pour les libérer. Peu disposé à payer, Woody part à la recherche des disparus en s'aventurant dans le gigantesque et dangereux parc d'attractions édifié par Buzz Buzzard.

## Principe du jeu
Woody Woodpecker est un jeu d'aventure à la troisième personne, dans lequel le joueur dirige son personnage dans un environnement modélisé en images de synthèse et en 3D temps réel, la caméra étant placée derrière ou autour du personnage. Le jeu se compose de vingt-et-un niveaux de type plate-forme. La progression dans le jeu repose principalement sur l'habileté et la dextérité nécessaires pour franchir les obstacles qui se présentent (précipices à franchir, parois à grimper) ou débloquer des accès à la suite d'un niveau en manipulant des objets (Woody doit parfois utiliser son bec à cet effet). Lorsque Woody doit effectuer un saut, une croix indique à l'avance l'emplacement précis où il s'apprête à retomber, ce qui permet de viser au mieux. Le jeu comprend aussi une part de combat contre les séides de Buzz Buzzard : Woody peut les attaquer de diverses façons, à l'aide de son bec ou d'attaques spéciales. Outre Woody Woodpecker lui-même, le joueur peut également choisir de jouer Knothead ou Splinter une fois que Woody les a retrouvés.

## Réception
Le jeu reçoit un accueil critique favorable à sa sortie. La version Windows du jeu reçoit un 81 sur 100 du magazine français Joystick, qui le juge « plus qu'honorable ». Le critique du site Jeuxvideo.com lui donne 16/20, en mettant en avant son excellente maniabilité ainsi que ses graphismes et son ambiance cartoon réussie ; il regrette en revanche la durée de vie du jeu un peu trop courte, le petit nombre d'environnements différents et le caractère parfois répétitif des musiques. Le critique germanophone du site Gamesmania donne au jeu 78 %, tandis que le site PC Gameplay lui accorde un 73 sur 100. La version pour PlayStation 2 est tout aussi bien accueillie : le site Game Vortex lui donne 83 %, PGNx Media lui donne 80 % et Jeuxvideo.com 15/20 ; le critique de Game Zone, en revanche, est moins convaincu et donne au jeu la note de 59 sur 100, en lui reprochant ses graphismes géométriques, la musique répétitive, les mouvements de caméra parfois gênants pour le jeu, et le caractère trop linéaire des différents niveaux.